# Júnior Fernándes
Antenor Júnior Fernándes da Silva Vitoria, född 4 oktober 1988 i Tocopilla, II Región de Antofagasta, Chile, är en chilensk fotbollsspelare med brasilianska rötter som spelar för den turkiska klubben Esenler Erokspor. Junior Fernandez är även känd som "La Pantera" och "Negro Maravilla".